# قاموس القانون

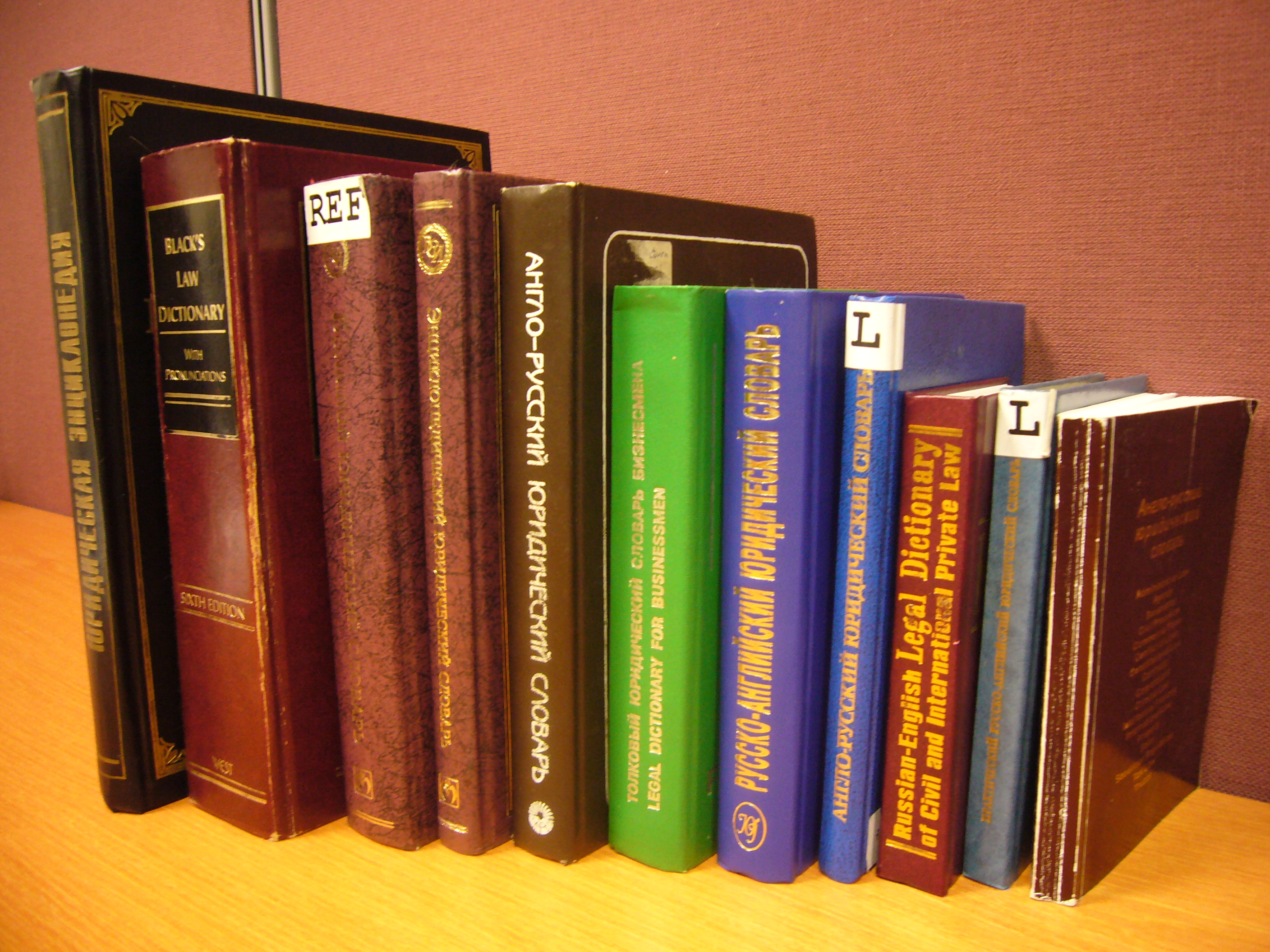
العديد من القواميس القانونية الإنجليزية والروسية

قاموس القانون (Law dictionary) هو قاموس تم تصميمه وتجميعه لتقديم معلومات حول المصطلحات المستخدمة في مجال القانون.